# James Michael Tyler
James Michael Tyler (* 28. Mai 1962 in Winona, Mississippi; † 24. Oktober 2021 in Los Angeles, Kalifornien) war ein US-amerikanischer Schauspieler, der vor allem durch die Rolle des Café-Managers Gunther in der Sitcom Friends (1994–2004) bekannt wurde.

## Leben
James Michael Tyler wurde als jüngstes von fünf Kindern eines pensionierten Hauptmanns der US-Luftwaffe und einer Hausfrau am 28. Mai 1962 in Winona, Mississippi, USA geboren. Im Alter von zehn beziehungsweise elf Jahren verlor er seine Eltern und zog daraufhin zu seiner Schwester nach Anderson, South Carolina. Er studierte an der Clemson University und machte einen Abschluss in Geologie. In dieser Zeit war er ein Mitglied einer Theatergruppe an seiner Universität und entdeckte so zum ersten Mal das Schauspielen für sich. 1988 zog er nach Los Angeles, wo er als Produktionsassistent für unter anderem Die Schattenmacher (Fat Man and Little Boy) arbeitete. Außerdem betätigte er sich als Statist, was ihm über Umwege Bekanntheit einbrachte.
Tyler spielte von 1994 bis 2004 in der NBC-Sitcom Friends die Nebenrolle des Kellners Gunther. Dieser arbeitet in einem Café, in dem sich die Hauptpersonen oft aufhalten. Tyler bekam die Rolle, weil er als einziger der anwesenden Statisten wusste, wie man eine Espresso-Maschine bedient (er hatte, bevor er Schauspieler wurde, in einigen Cafés gearbeitet). Sein Markenzeichen, das wasserstoffblondierte Haar, war ursprünglich ein „Unfall“ am Tag vor dem Casting für Friends. Ein Bekannter Tylers, ein angehender Friseur, hatte mit seinem Haar herumexperimentiert und es hatte diese Farbe erhalten. Den Produzenten von Friends gefiel die Farbe jedoch so gut, dass Tyler sie behielt. Gunther entwickelte sich von einer unwichtigen Figur im Hintergrund zu einem beliebten Nebencharakter mit amourösen Gefühlen gegenüber Rachel Green, gespielt von Jennifer Aniston. Tyler war in rund 150 Episoden zu sehen (sprach in vielen dieser Episoden allerdings kein Wort) und ist somit der Schauspieler, der, abgesehen von den sechs Hauptdarstellern, am häufigsten auftaucht.
Tyler wirkte seitdem auch in weiteren Film- und Fernsehproduktionen mit, wenngleich die Rolle des Gunther seine mit Abstand beliebteste blieb. Er lebte in Los Angeles und komponierte auch Musik. Im Juni 2021 gab Tyler bekannt, dass bei ihm drei Jahre zuvor Prostatakrebs im fortgeschrittenen Stadium diagnostiziert worden sei, durch den er inzwischen zum Pflegefall geworden war. Im Oktober 2021 erlag er im Alter von 59 Jahren den Folgen der Krankheit.

## Filmografie (Auswahl)
- 1992: The Roommate (Kurzfilm)
- 1994–2004: Friends (Fernsehserie, 150 Folgen)
- 1997: Die Hawking Affäre (Motel Blue)
- 1998: The Disturbance at Dinner
- 1999: Foreign Correspondents
- 2000: Just Shoot Me – Redaktion durchgeknipst (Just Shoot Me!; Fernsehserie, Folge Donnie Returns)
- 2001: Sabrina – Total Verhext! (Sabrina, the Teenage Witch; Fernsehserie, Folge My Best Shot)
- 2005: Scrubs – Die Anfänger (Scrubs; Fernsehserie, Folge My Faith in Humanity)
- 2009: Jason’s Big Problem
- 2012: Episodes (Fernsehserie, Folge Episode Six)
- 2013: Modern Music (Fernsehserie, fünf Folgen)
- 2020: The Gesture and The Word (Kurzfilm)